# 洪洞県

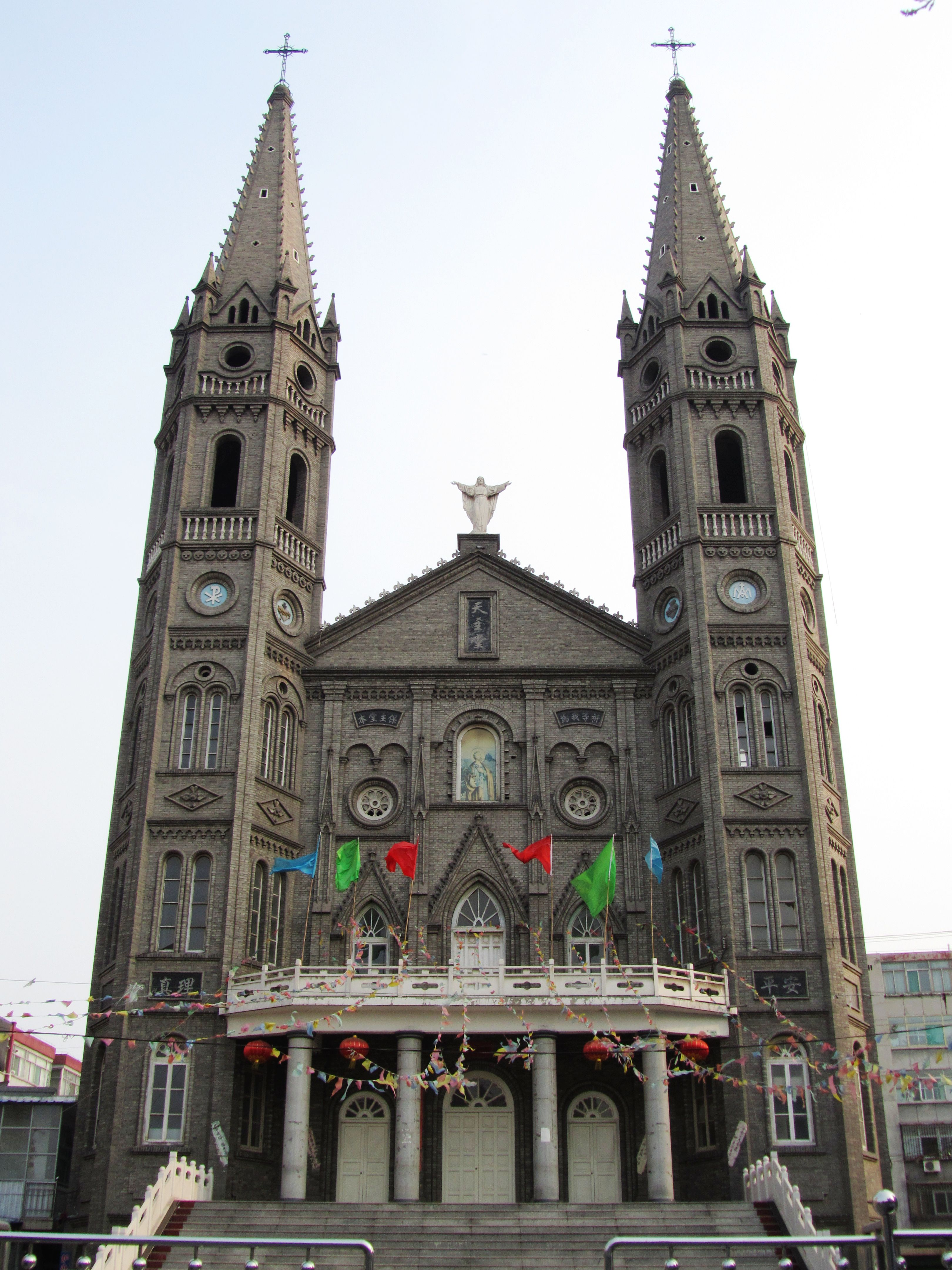
洪洞天主堂

洪洞県（こうどう-けん）は中華人民共和国山西省臨汾市に位置する県。黄土高原の盆地にあり、汾河が県内を北から南に貫く。人口は60万人あまりで、山西省南部でも人口の多い県である。県の中心の大槐樹鎮には、大槐樹尋根祭祖園、蘇三監獄、広勝寺などの名勝旧跡がある。

## 地理
洪洞県は臨汾盆地の北端にあり、西には霍岳がそびえ、汾河が北から南へ県域の中央を貫いている。面積は1,494平方km。山西省の南北交通の幹線が走る要衝で、かつては街道や汾河の水運が重要であったが、現在は鉄道や国道、高速道路が縦断する。

## 歴史
古代には楊と称され、春秋末年には晋の公族・羊舌氏出身の宰相羊舌肸（叔向）が食邑として楊を下賜された。前514年、その息子である楊食我の代に羊舌氏は晋の有力貴族集団の六卿に滅ぼされ、その采邑は楊氏、平陽、銅鞮の3県に分割され、洪洞地区には楊氏県が設置された。
前漢が成立すると楊県と改称されている。北朝の東魏の時代になると、相次ぐ戦争のために楊県には兵の駐屯地となる新たな城が築かれ「洪洞戍」と名付けられた。隋末の617年（義寧元年）、後に唐代を建てる李淵により洪洞県と改称された。
1954年に趙城県と合併して洪趙県とされたが、1958年に洪洞県に改称され現在に至る。
1303年（大徳7年）9月17日にはM8.0と推定される洪洞地震が発生、現在の山西省を中心に死者20万人から40万人の被害を出した。その後の元末明初の戦乱で国土が荒廃し全国で人口が激減したが、山西省では好調な経済活動により人口が増加していたため、明朝では洪武年間以降数十年にわたり山西省から河南省や江蘇省など中原の各省への大規模な移民が行われた。移民は洪洞県城の北にある大きなエンジュの樹（大槐樹）の下に集められた後に各地へ送られたため、中国には今も「山西洪洞大槐樹から一族の先祖が来た」というような伝承が残り、清明節には海外在住華僑を含む大勢の人々が大槐樹尋根祭祖園に集まって祖先を祀る「洪洞大槐樹尋根祭祖大典」が行われている。。
鉱工業の盛んな土地であるが、労働問題も発生している。この県にあったヤミ煉瓦工場（黒磚窯）では河南省から来た民工や児童労働者などを大量に酷使し虐待を加え死傷者も発生していたが、2007年に告発によりその惨状が明るみに出てマスコミの大きな話題になり、中央政府も対処に乗り出す事態になった。また2006年12月5日には左木郷紅光村の新窯炭鉱で煤塵に引火し爆発する事故が起こり105人が犠牲になった。

## 交通
同蒲線が汾水の東に並行して洪洞県を南北に貫き、県内に趙城、洪洞、甘亭の3駅が設置されており、洪洞駅はは三等駅になっており、毎日中長距離列車が10本以上停車している。工場の専用鉄道である焦化廠鉄路専線は趙城鎮で分かれ、明姜鎮を経て広勝寺鎮の焦化廠に至る。2014年には高速鉄道の大西旅客専用線が開通し、洪洞県には洪洞西駅が開業した。道路では南北に大運高速公路と108国道が走り、東西方向には309国道、洪古路、趙克公路が走る。

## 宗教
洪洞県は中国国内でもカトリックの信者が集中している地域で、洪洞教区には3万人以上の信者と30か所以上の聖堂があり、県城の中心部には司教座聖堂（カテドラル）として洪洞天主教堂が建つ。
1932年には潞安教区から洪洞代牧区が分かれ、1950年には洪洞教区となり韓廷弼が初代司教となった。1958年、中華人民共和国政府は無神論化の実験を行う県として、洪洞県と浙江省平陽県の2県を選び、同年洪洞天主教堂は解体され、当地のカトリック共同体は消滅の危機にさらされた。現在のゴシック様式の天主教堂は、2002年に再建されたものである。

## 行政区画
- 鎮:大槐樹鎮、甘亭鎮、曲亭鎮、蘇堡鎮、広勝寺鎮、明姜鎮、趙城鎮、万安鎮、劉家垣鎮、辛村鎮
- 郷:淹底郷、興唐寺郷、堤村郷、竜馬郷、山目郷